# Milan Aleksić
Milan Aleksić (cyr. Милан Алексић) (ur. 13 maja 1986) – serbski piłkarz wodny. Brązowy medalista olimpijski z Londynu.
Zdobył również złoty medal podczas mistrzostw świata w Rzymie w 2009 roku i srebrny podczas mistrzostw świata w Szanghaju w 2011 roku.
Igrzyska w Londynie były dla niego pierwszymi igrzyskami olimpijskimi. W Londynie Serbowie w meczu o brązowy medal wygrali z Czarnogórą.